# 交通流
在運輸工程中，交通流是研究旅客（包括行人、骑车人、司机及其车辆）和基础设施（包括高速公路、标志牌和交通控制装置）之间的相互作用的一門學科，目的是了解並優化交通网络，使之具有高效的交通疏導能力並使交通堵塞问题最小化。早在20世纪20年代，就有人試圖構建交通流数学理论。